# 圣玛格丽塔
圣玛格丽塔（西班牙語：Santa Margarita）是西班牙巴利阿里群岛的一个市镇。总面积87平方公里，总人口7800人（2001年），人口密度90人/平方公里。